# Överbyn, Sundsvalls kommun
Överbyn är en by i Stöde socken, Sundsvalls kommun mestadels mellan E14 och Ljungan. Från 2015 avgränsar SCB här en småort.